# Mitunduruni
Mitunduruni (auch Mitundurunu) ist ein Verwaltungsbezirk (englisch Ward) des Distrikts Singida (MC) in der tansanischen Region Singida.

## Geografie
Mitunduruni ist ein Bezirk im nördlichen Zentralteil von Tansania. Es ist der nordöstliche Stadtteil der Regionshauptstadt Singida, im Norden reicht der Bezirk bis zum See Singida. Bei der Volkszählung 2022 lebten 13.401 Menschen in 3397 Haushalten auf einer Fläche von 8 Quadratkilometern.
Der Bezirk grenzt an fünf Bezirke des Distrikts Singida (MC):
| Mandewa  | Mtipa                                       |          |
| Mughanga | Kompassrose, die auf Nachbargemeinden zeigt | Unyambwa |
|          | Minga                                       |          |

## Gliederung
Der Bezirk besteht aus sieben Stadtteilen (swahili Mtaa):
- Mitunduruni
- Unyankindi
- Manguamitogho
- Kasembe
- Msufuni
- Bima
- N.H.C.

## Infrastruktur
- Bildung: Die Mitunduruni Secondary School ist eine staatliche weiterführende Tagesschule, die eine Ausbildung bis zur 4. Stufe anbietet.[7]
- Gesundheit: Die Apotheke Mangua Mitogho wird von der römisch-katholischen Kirche geführt.[8]